# Плагиотециум тупейший
Плагиотециум тупейший (лат. Plagiothecium obtusissium) — вид листостебельных мхов рода Плагиотециум (Plagiothecium) семейства Плагиотециевые (Plagiotheciaceae).

## Описание
Двудомный мох, образующий плотные светло-зелёные блестящие дерновинки. Стебель длиной 1—3 см, ползучий, лежачий, густо облиственный. Листья симметричные, продолговато-яйцевидные, на верхушке закруглённые, с плоскими цельными краями. Жилка двойная, тонкая.
Коробочка продолговато-цилиндрическая. Крышечка с коротким клювиком. Размножается как спорами, так и вегетативно при помощи выводковых тел.

## Экология и распространение
В России встречается на острове Сахалин, а также на островах Шикотан, Кунашир и Уруп. Вне России встречается в Китае и Японии (острова Хоккайдо и Хонсю).
Обитает на сгнившей древесине, нижней части стволов деревьев, на гумусированных поверхностях скал.

## Охранный статус
Занесён в Красную книгу России и региональную Красную книгу Сахалинской области. Вымирает в связи с антропогенным воздействием.